# دژ واول
دژ سلطنتی واول (لهستانی: Zamek Królewski na Wawelu) یک دژ است که در کراکوف، لهستان واقع شده‌است. این مکان نخستین میراث جهانی یونسکو در جهان است. این دژ که توسط کازیمیر کبیر ساخته شد، شامل دسته‌ای از ساختمان‌ها و سازه‌ها است که دور حیاط اصلی که به شیوه معماری رنسانس ساخته شده‌است قرار دارد. این دژ که یکی از بزرگ‌ترین‌ها در لهستان است، شیوه‌های معماری قرون وسطی، رنسانس و باروک را نشان می‌دهد. این مجموعه چندین ساختمان و سازه مهم تاریخی و ملی لهستان را شامل می‌شود، مانند کلیسای جامع واول که در آن پادشاهان سرشناس لهستانی تاج‌گذاری کردند و به خاک سپرده شدند.
در سال ۱۹۷۸ دژ واول به عنوان بخشی از شهر تاریخی کراکوف، به عنوان نخستین میراث جهانی یونسکو در جهان ثبت شد. این قلعه بخشی از یک مجموعه معماری مستحکم است که بر فراز یک برون‌زد یکپارچه در ساحل چپ رودخانه ویستولا و در ارتفاع ۲۲۸ متری از سطح دریا ساخته شده‌است. این مجموعه متشکل از ساختمان‌های متعدد و با اهمیت تاریخی و ملی است. برخی از قدیمی‌ترین سازه‌های سنگی این دژ را می‌توان به سال ۹۷۰ بعد از میلاد نیز انتساب داد که علاوه بر این موارد، شامل نخستین نمونه‌های معماری رومی و گوتیک در لهستان نیز محسوب می‌شود.

## نگارخانه

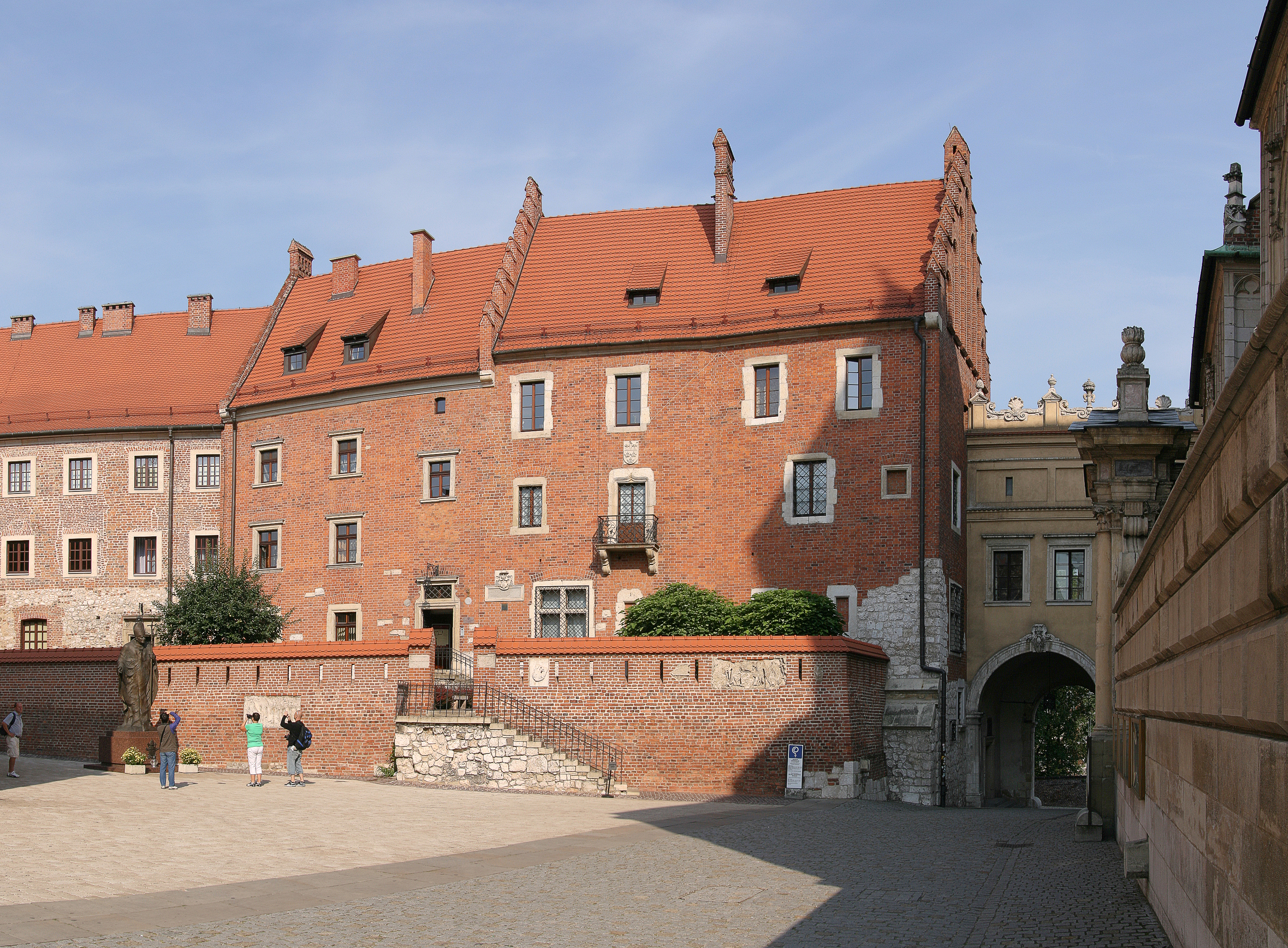
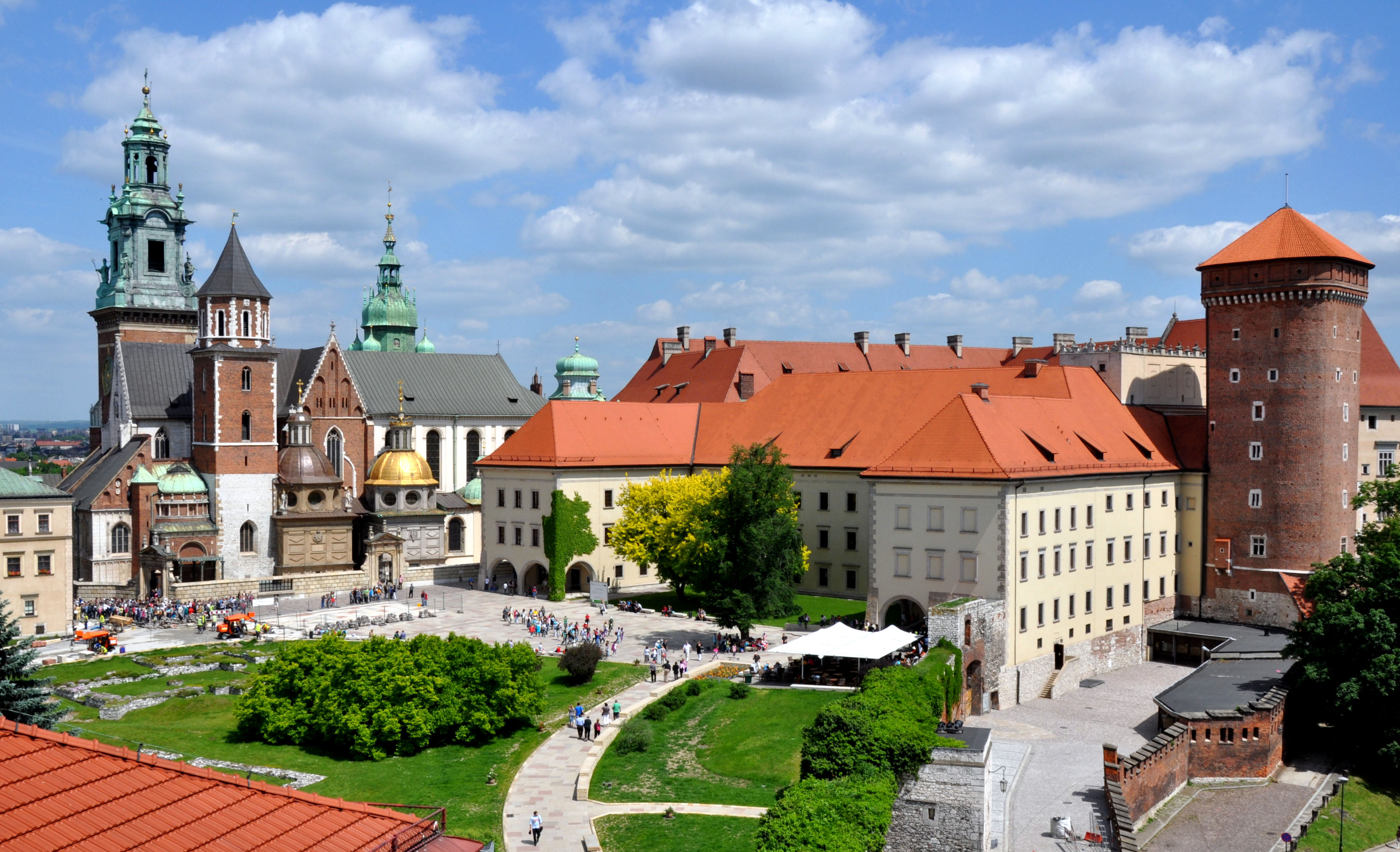
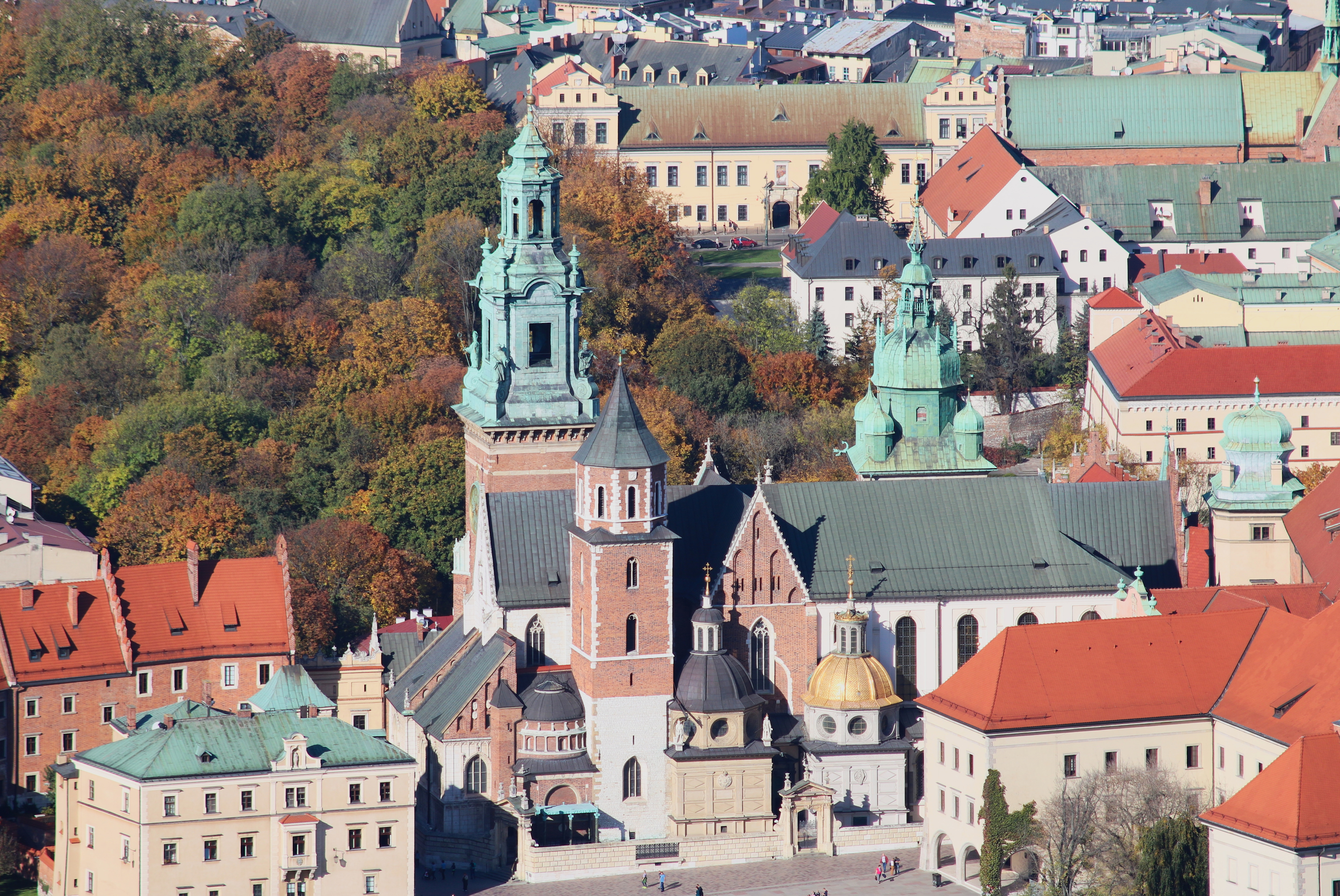
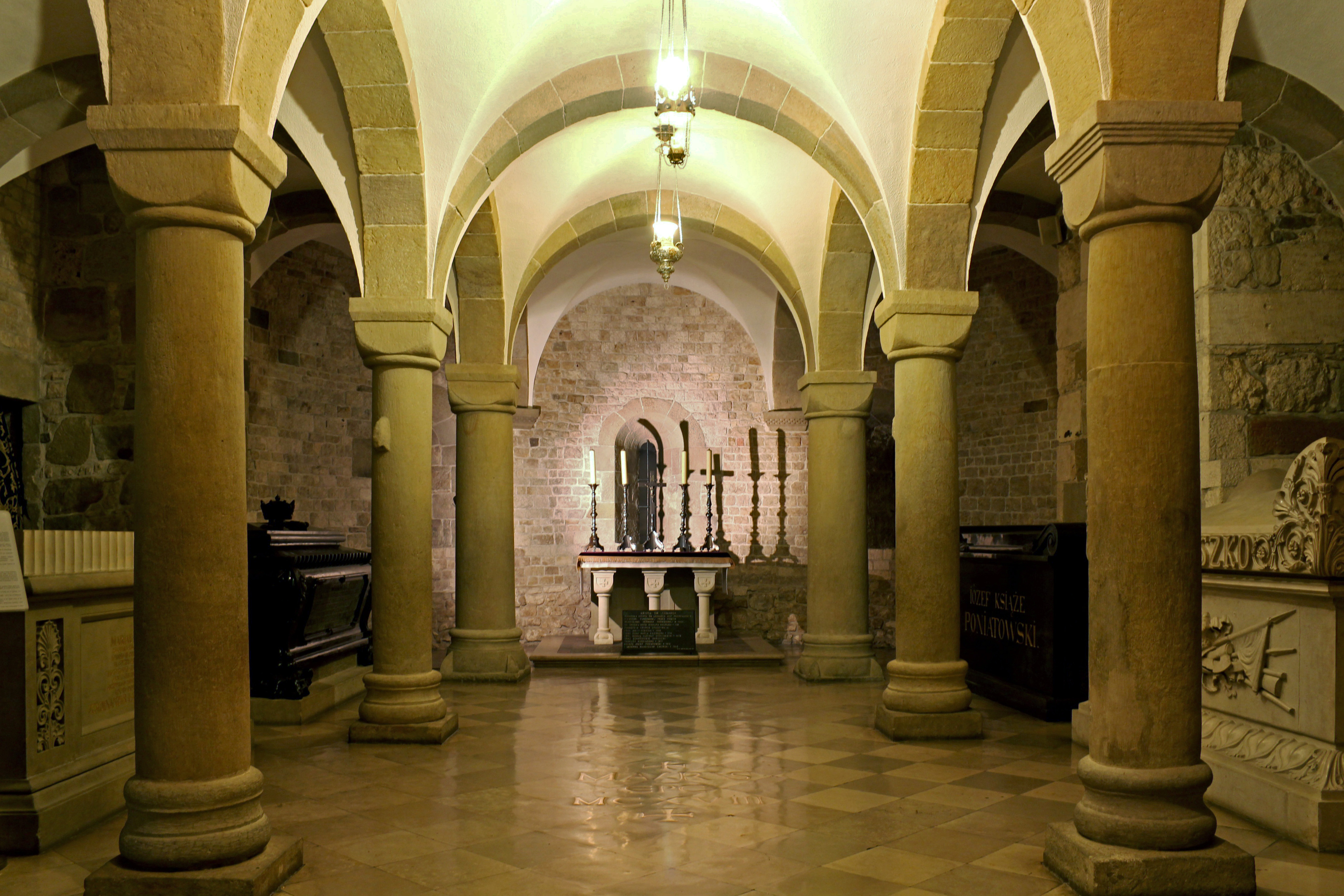
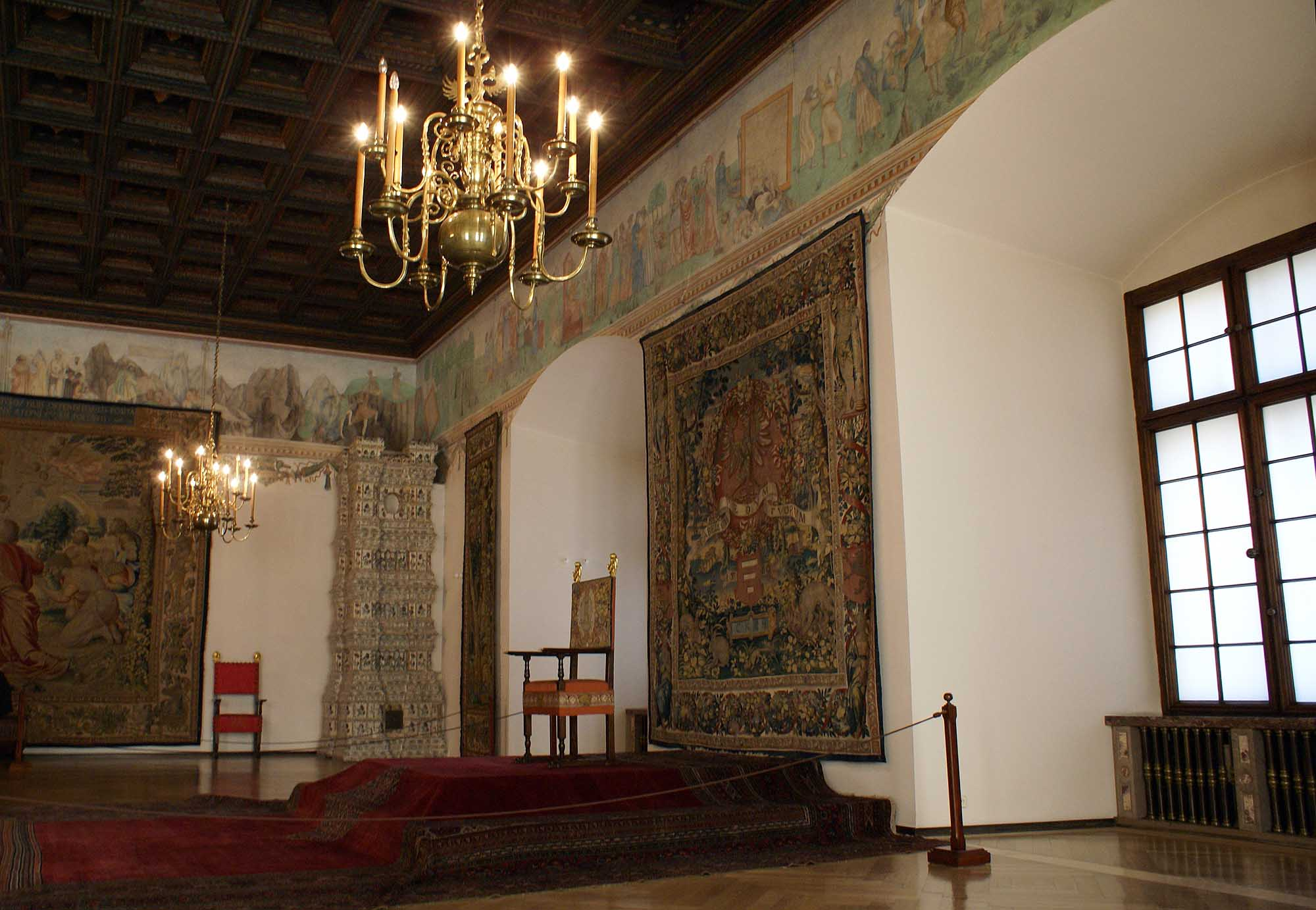
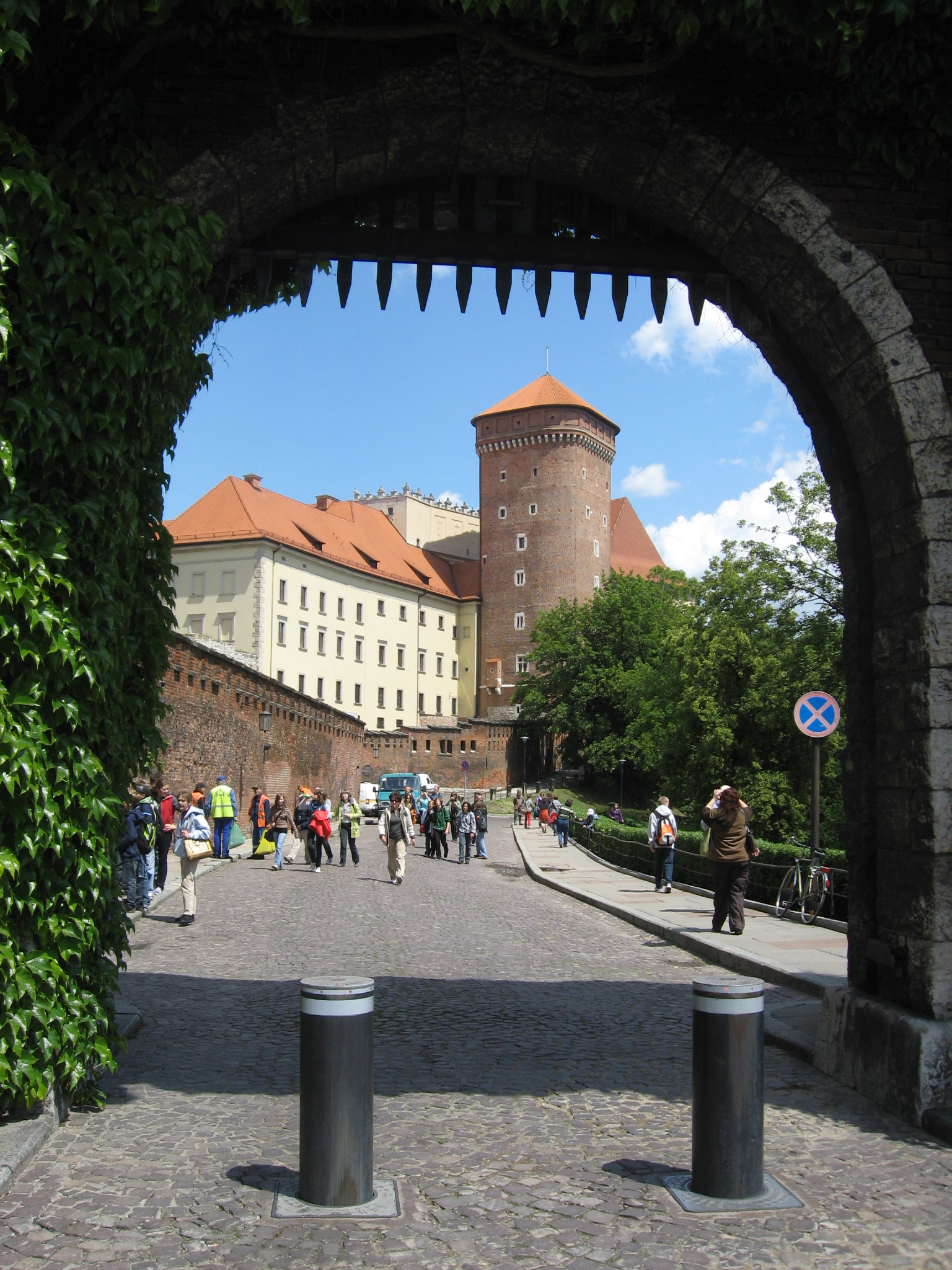
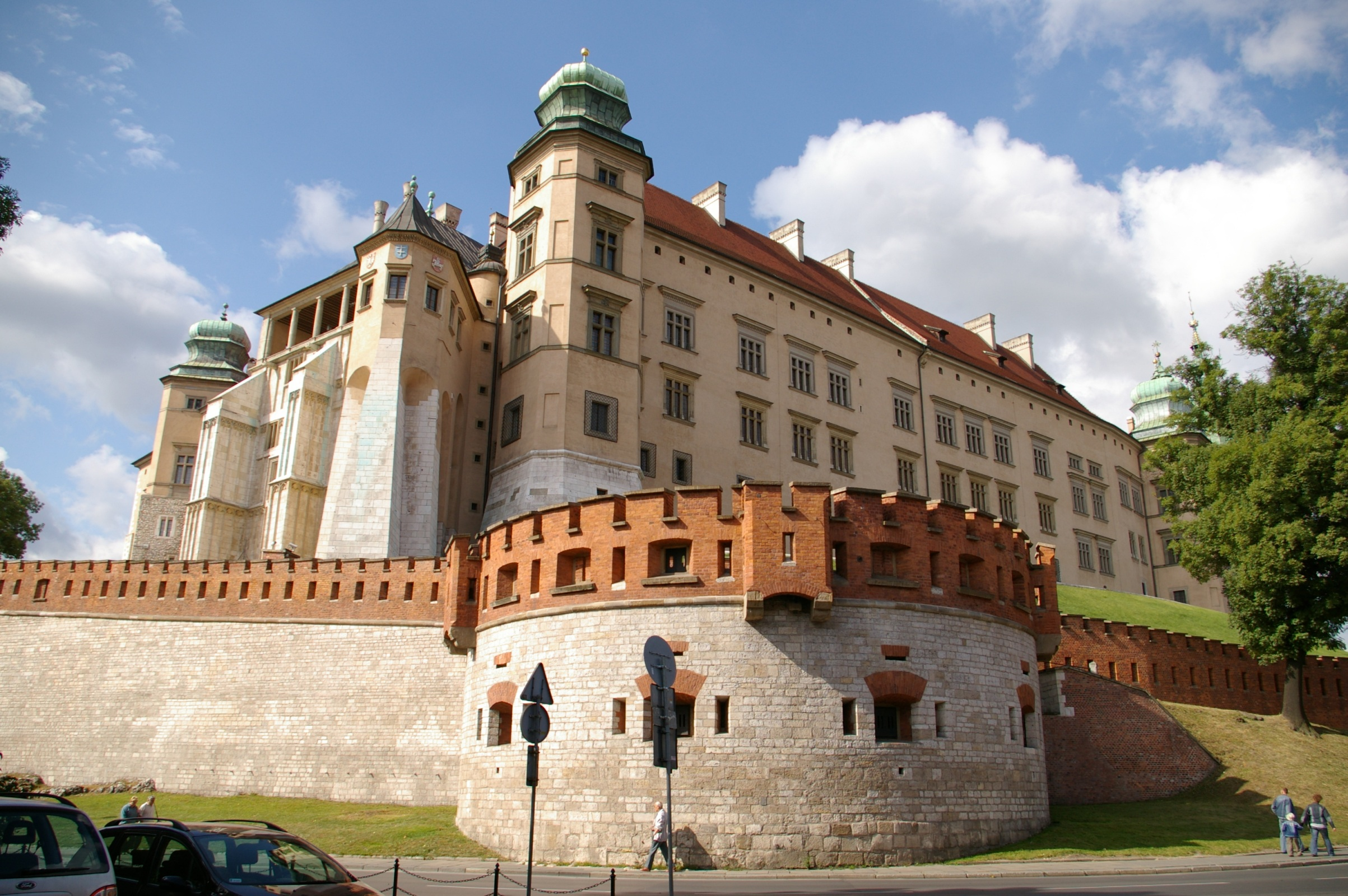